# Piotr Chanel
Piotr Chanel (ur. 12 lipca 1803 w Montrevel-en-Bresse w diecezji Belley w departamencie Ain, zm. 28 kwietnia 1841 na Futunie w Oceanii) – francuski prezbiter, misjonarz, święty Kościoła katolickiego, pierwszy męczennik Oceanii i patron tego obszaru.

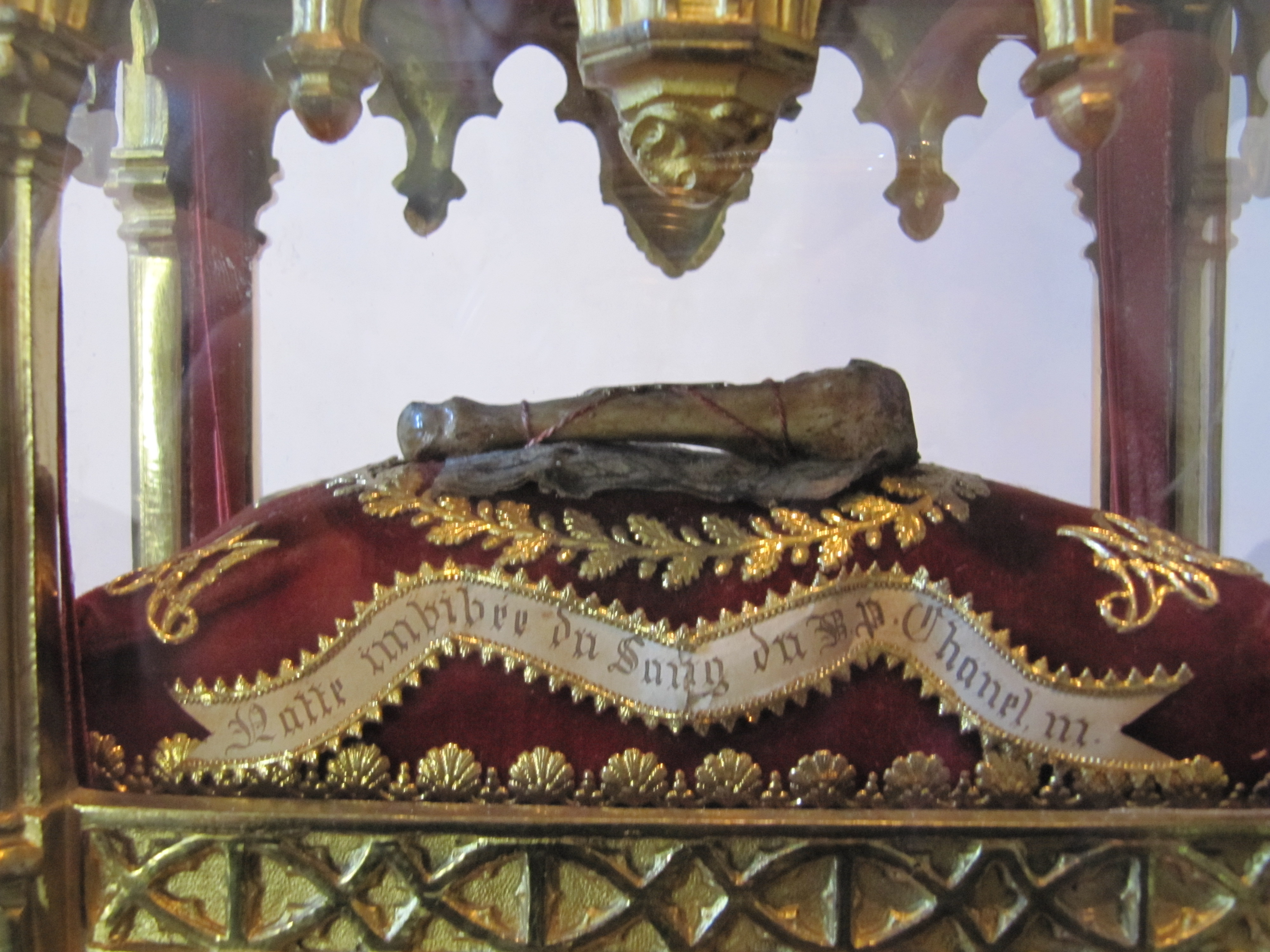
Relikwiarz znajdujący się w muzeum w Lyonie.

Podstawową edukację zdobywał u ks. Trompier i w seminarium duchownym w Belley. Święcenia kapłańskie otrzymał w 1827 roku obejmując po tym parafię pod Paryżem. W roku 1831 wstąpił do zgromadzenia marystów (Society of Mary/Marist, S.M.) zajmujących się misjami w kraju i za granicą a śluby zakonne złożył w 1836. Wówczas to bracia zakonni otrzymali Nowe Hebrydy do ewangelizacji. Przez kolejnych pięć lat Piotr był wykładowcą w seminarium w Belley. W końcu wraz z drugim bratem zakonnym i Anglikiem Tomaszem Boogiem udali się na wyspę Futunę nawracać tubylców. Misjonarze szerzący chrześcijaństwo, przyjęci początkowo przychylnie przez tubylców i władcę, stali się niewygodni dla Niuliki, który niedawno zniósł kanibalizm na wyspie. Obawiający się utraty przywilejów władca po tym, jak jego własny syn chciał przyjąć chrzest, nasłał siepaczy na Piotra a ci ścięli mu głowę.
To przyspieszyło tylko chrystianizację wyspy, która nastąpiła w ciągu pięciu miesięcy od śmierci Chanela.
Piotr Chanel został beatyfikowany przez papieża Leona XIII w 1889 roku, a jego kanonizacji dokonał Pius XII w 1954 roku.
Wspomnienie liturgiczne św. Piotra w Kościele katolickim obchodzone jest w dies natalis (28 kwietnia).